# Gare de Madrid-Chamartín-Clara Campoamor
Pour les articles homonymes, voir Clara Campoamor et Campoamor.
La gare de Madrid-Chamartín-Clara Campoamor (en espagnol : Estación de Madrid-Chamartín-Clara Campoamor), anciennement, avant 2020, dénommée estación de Chamartin, est la seconde gare ferroviaire de Madrid et l'une des plus grandes gares d'Espagne. Elle est située dans le quartier de Chamartín, dans le nord de la ville, et son nom rend hommage à la militante et députée féministe Clara Campoamor.
C'est à la fois une gare de grandes lignes, assurant la desserte d'un grand quart nord-ouest (Galice, Pays basque, Cantabrie, Asturies et Castille-et-León), en particulier des villes de Ségovie, Valladolid, Burgos, Bilbao, Irun, Vitoria-Gasteiz et Gijón, et une gare de lignes de banlieue (Cercanías Madrid), desservant l'agglomération madrilène. Elle dessert aussi les villes de Tarragone, Barcelone, Gérone, Saragosse et Soria.
Elle est en correspondance directe avec la station Chamartín desservie par la ligne 1 et la ligne 10 du métro de Madrid.

## Situation ferroviaire
La gare de Madrid-Chamartín-Clara Campoamor est l'origine des lignes : à écartement standard : au pk 0,8 de la LGV Madrid - Valladolid avant la gare de Ségovie-Guiomar et au pk 0,0 de la LGV Madrid - Levant ; à écartement ibérique : au pk 0,0 de la ligne de Madrid à Hendaye, avant la gare de Ramón et Cajal ; au pk 0,0 de la ligne de Madrid à Burgos, avant la gare de Fuencarral ; au pk 0,0 de la ligne de Madrid à Barcelone, avant la gare de Nuevos Ministerios ; au pk 8,3 de la ligne de Madrid à Valence (es), avant la gare de Nuevos Ministerios.
Elle est également l'aboutissement au pk 7,8 de la ligne d'Atocha à Chamartin. Cette relation s'effectue par trois tunnels, dits tunnels de la Risa. Les deux premiers sont à écartement ibérique et le troisième, ouvert en 2022, est à écartement standard et réservé aux lignes à grande vitesse.

## Histoire
Il a fallu attendre 1967, l'inauguration de la gare coïncide avec l'achèvement de lignes ferroviaires arrêtées depuis la Guerre civile avec la ligne directe reliant Madrid-Burgos, la ligne Madrid-Saragosse et la ligne Madrid-Irun à Las Matas. L'ensemble de ce réseau de lignes est planifié depuis la Seconde République.
Le conseil des ministres espagnol décide le 23 décembre 2020, après avoir consulté les autorités locales et la société Administrador de infraestructuras ferroviarias (ADIF), d'inclure dans le nom de la station une référence à Clara Campoamor, députée et militante féministe du XXe siècle ayant permis l'octroi du droit de vote aux femmes en 1931.
Le troisième des tunnels de la Risa, entre la gare d'Atocha et Chamartín est mis en service le 1er juillet 2022, il est spécifique aux relations des trains à grande vitesse.

## Service des voyageurs

### Accueil
La gestion de la gare comme la vente des billets est assurée par l'Administrador de infraestructuras ferroviarias(ADIF). Les services ferroviaires sont exploités par la Renfe.

### Desserte
La gare dispose de 25 voies : les voies 1 à 13 sont à l'écartement ibérique et les voies 14 à 25 à écartement standard.

#### Grandes lignes
Chamartín est le point d'arrivée des trains à grande vitesse (AVE) en provenance de Valladolid-Campo Grande, de Ségovie, de Bilbao et de tout le quart nord-ouest de l'Espagne.

Installations et desserte
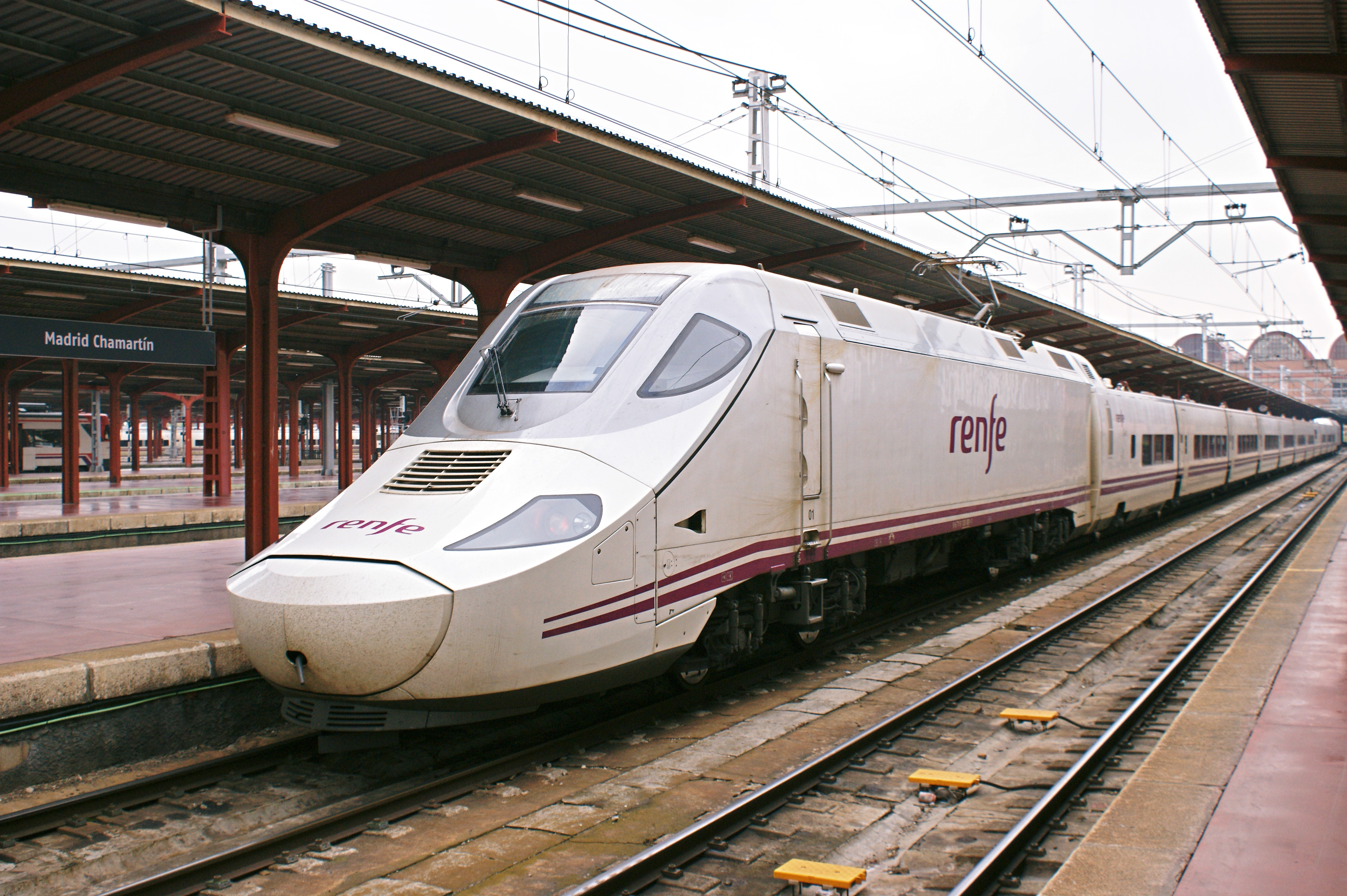
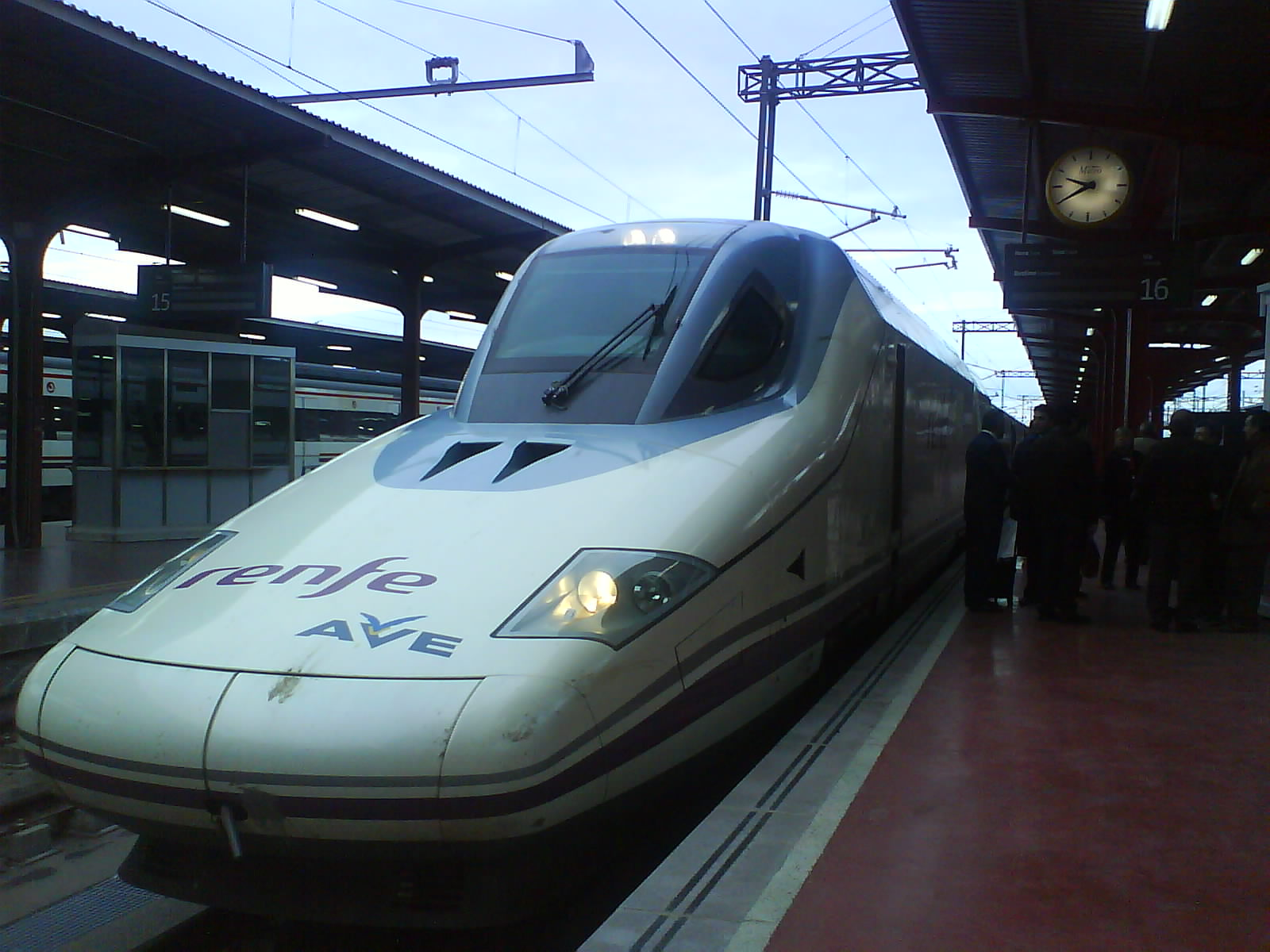
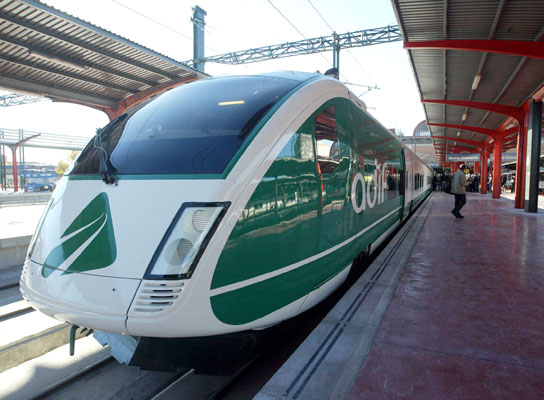

#### Régionales
Elle abrite les services des trains régionaux moyenne distance traversant la péninsule. On distingue une relation Avant qui est un service de trains à grande vitesse desservant la gare de Segovie-Guiomar en 35 minutes, et des relations régionales sur des lignes à écartement ibérique, avec des arrêts intermédiaires, à destination notamment des gares d'Gare d'Ávila, de Segovie-Guiomar, Soria, Saragosse-Delicias, Salamanque et Valladolid-Campo Grande.

Installations et desserte
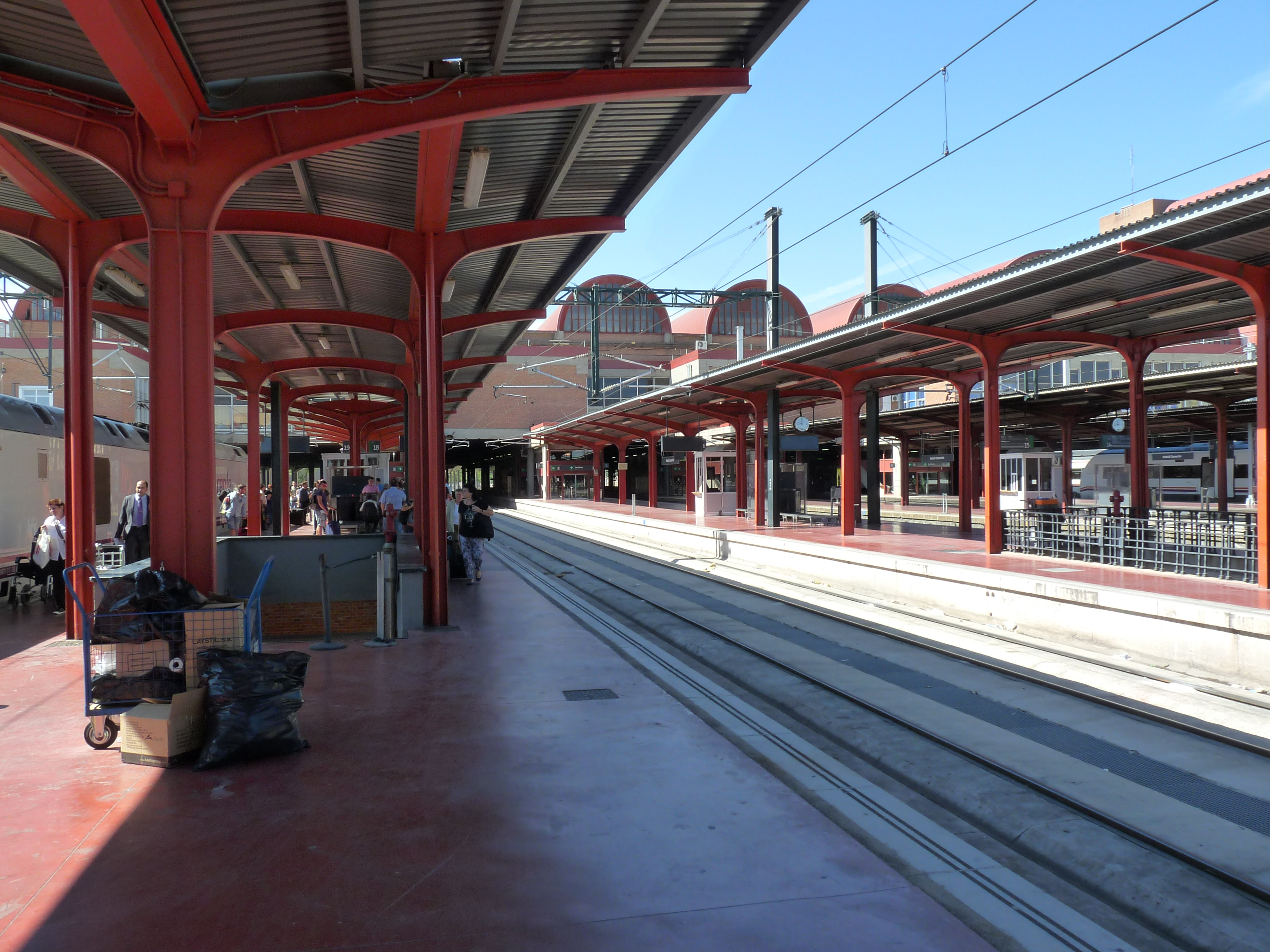
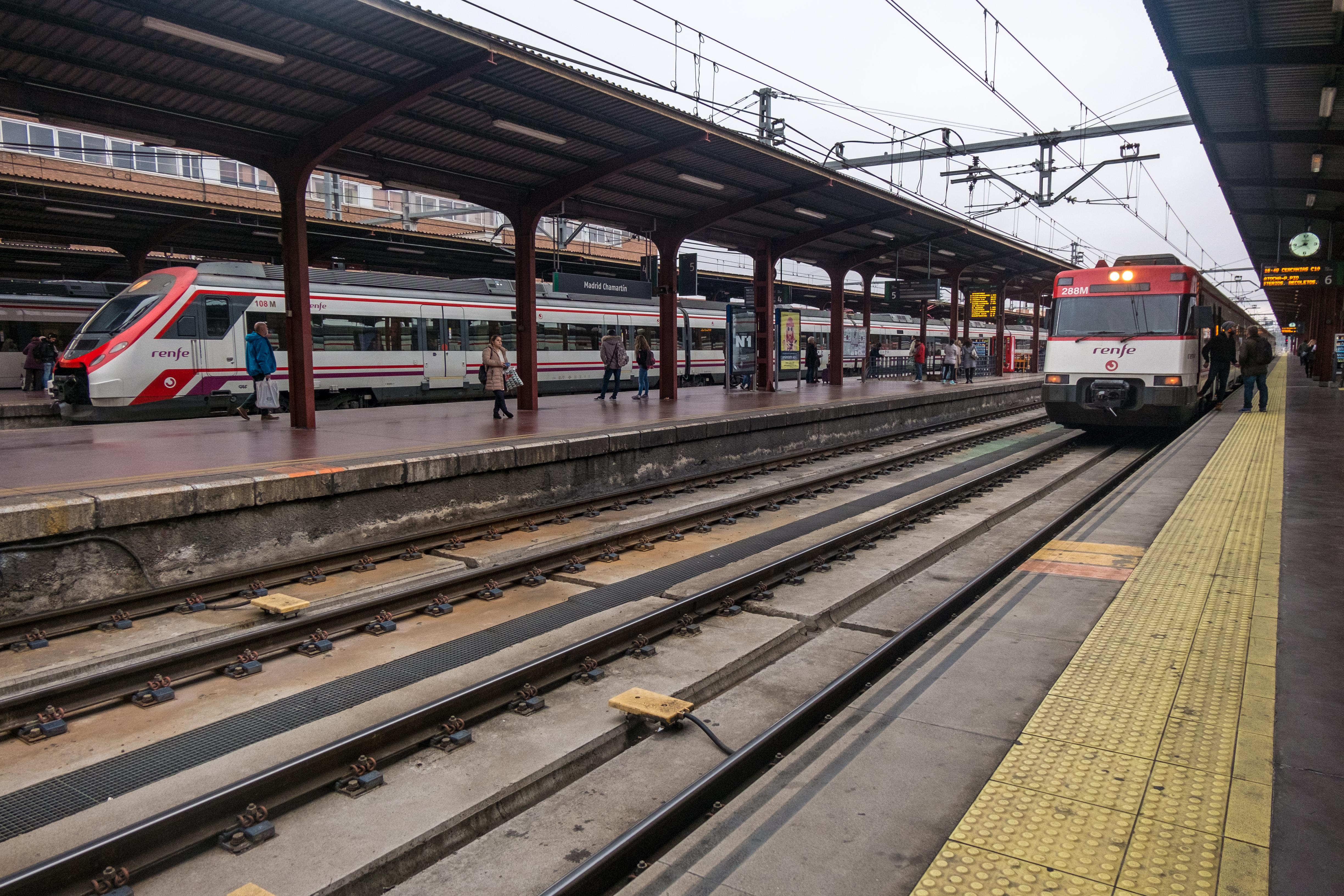
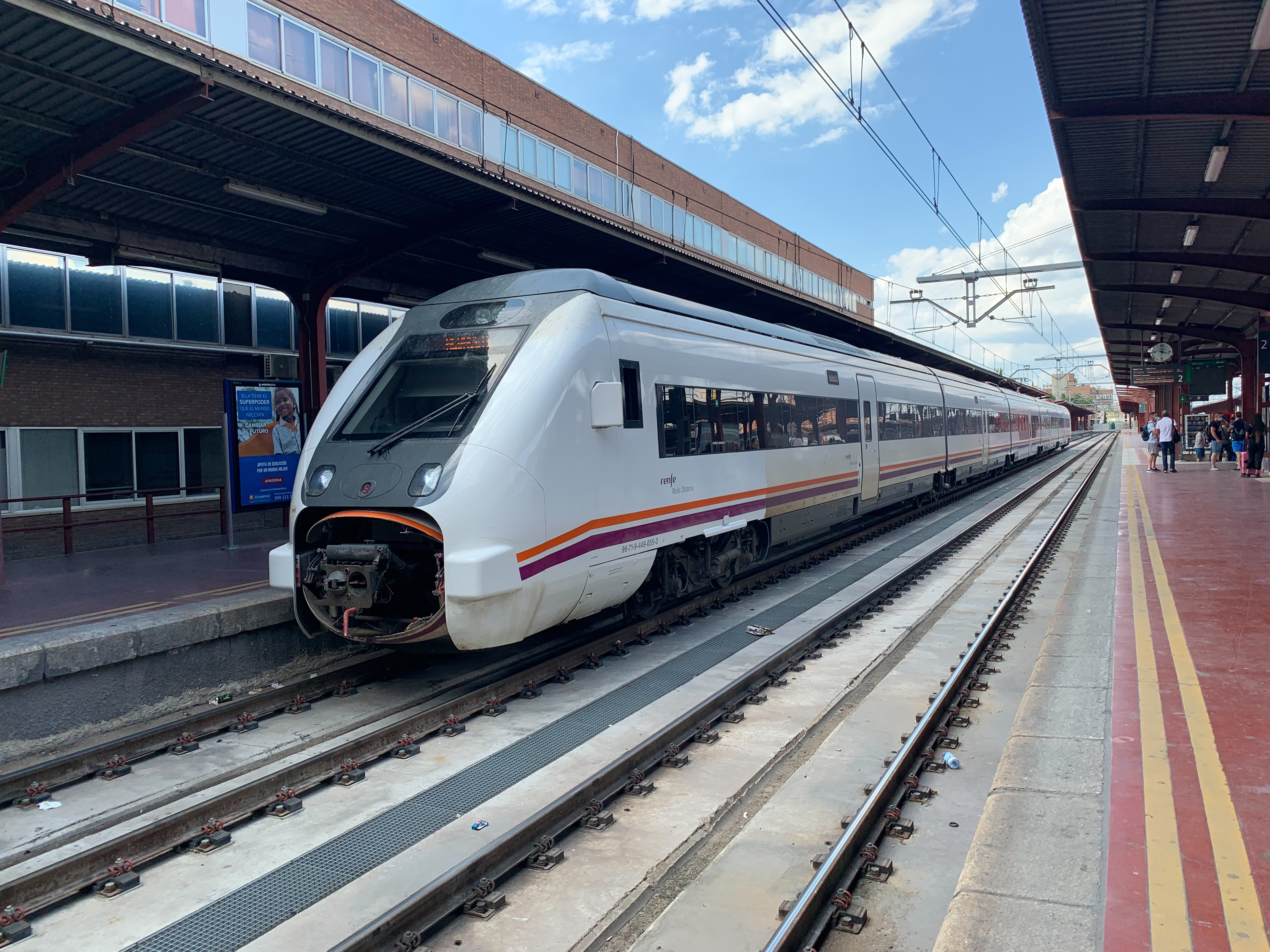

#### Banlieue (Cercanías)
La gare est le point d'arrivée et de transit des lignes de banlieue, elle est desservie par plusieurs lignes de banlieues Cercanías Madrid : C-1, C-2, C-3, C-4, C-7, C-8 et C10.

Installations et desserte
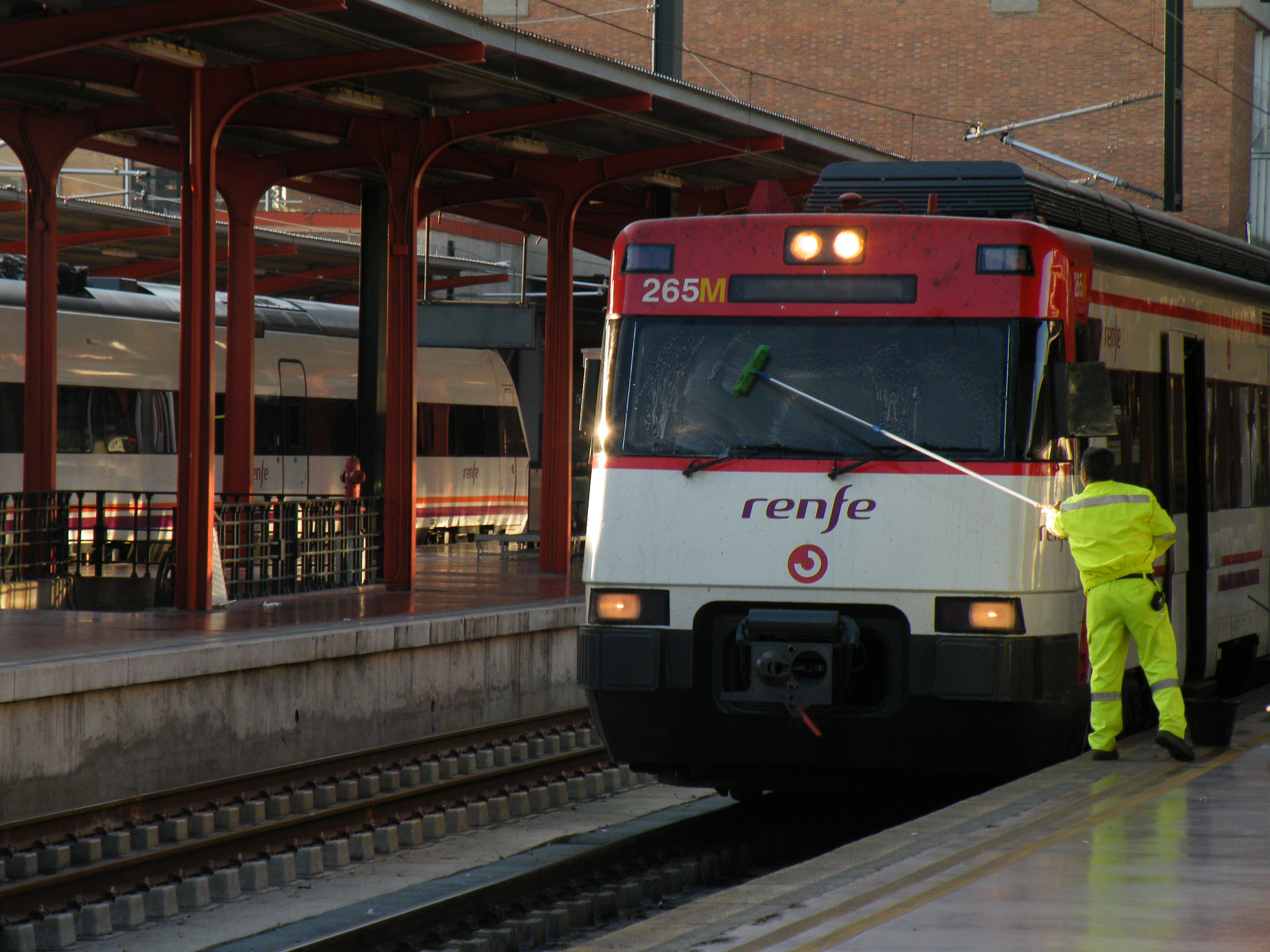
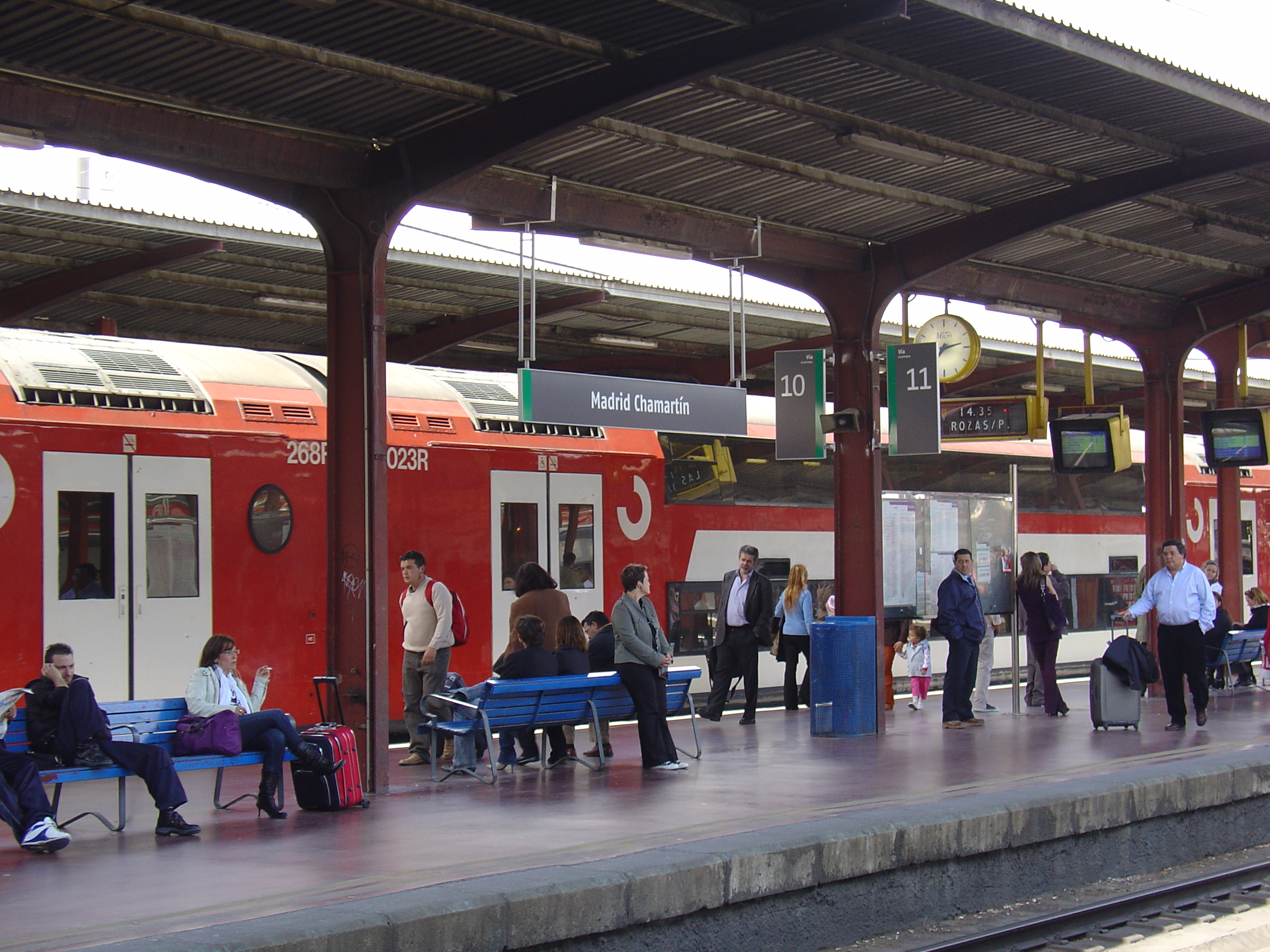
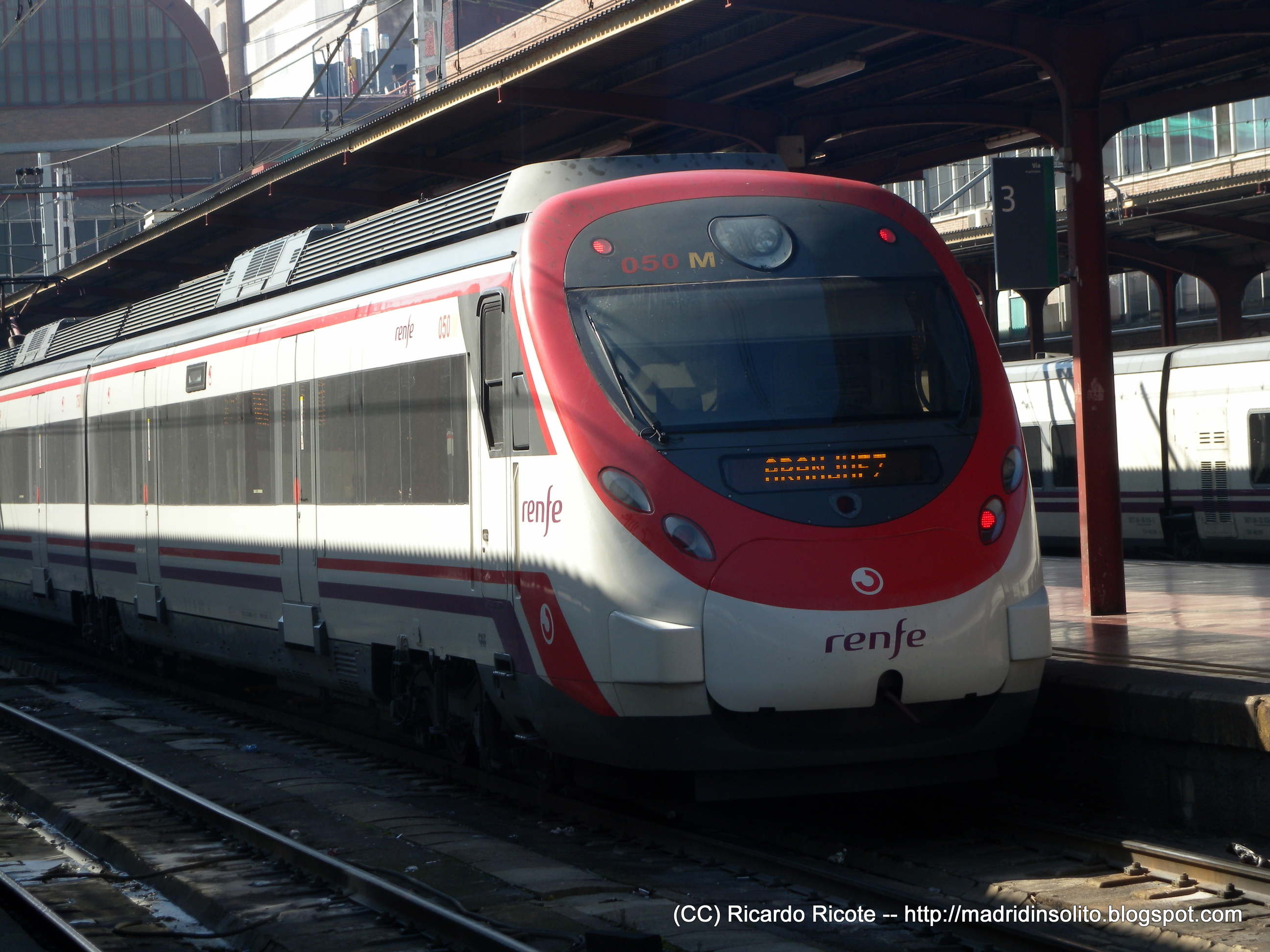

### Intermodalité
La gare est en correspondance directe avec la station Chamartín du métro de Madrid, desservie par la ligne 1 et la ligne 10.
Des arrêts de bus sont desservis par les lignes : urbainnes : 5 et T62 ; et interurbains : 154, 171 et 185.